# Haliphron atlanticus
Famille
Genre
Espèce
Statut de conservation UICN

 LC  : Préoccupation mineure
Haliphron atlanticus est la plus grande espèce connue d'octopode, d'après des analyses scientifiques, avec une longueur totale estimée de 4 m et d'un poids de 75 kg. Ce titre est contesté toutefois par la pieuvre géante du Pacifique.

## Description

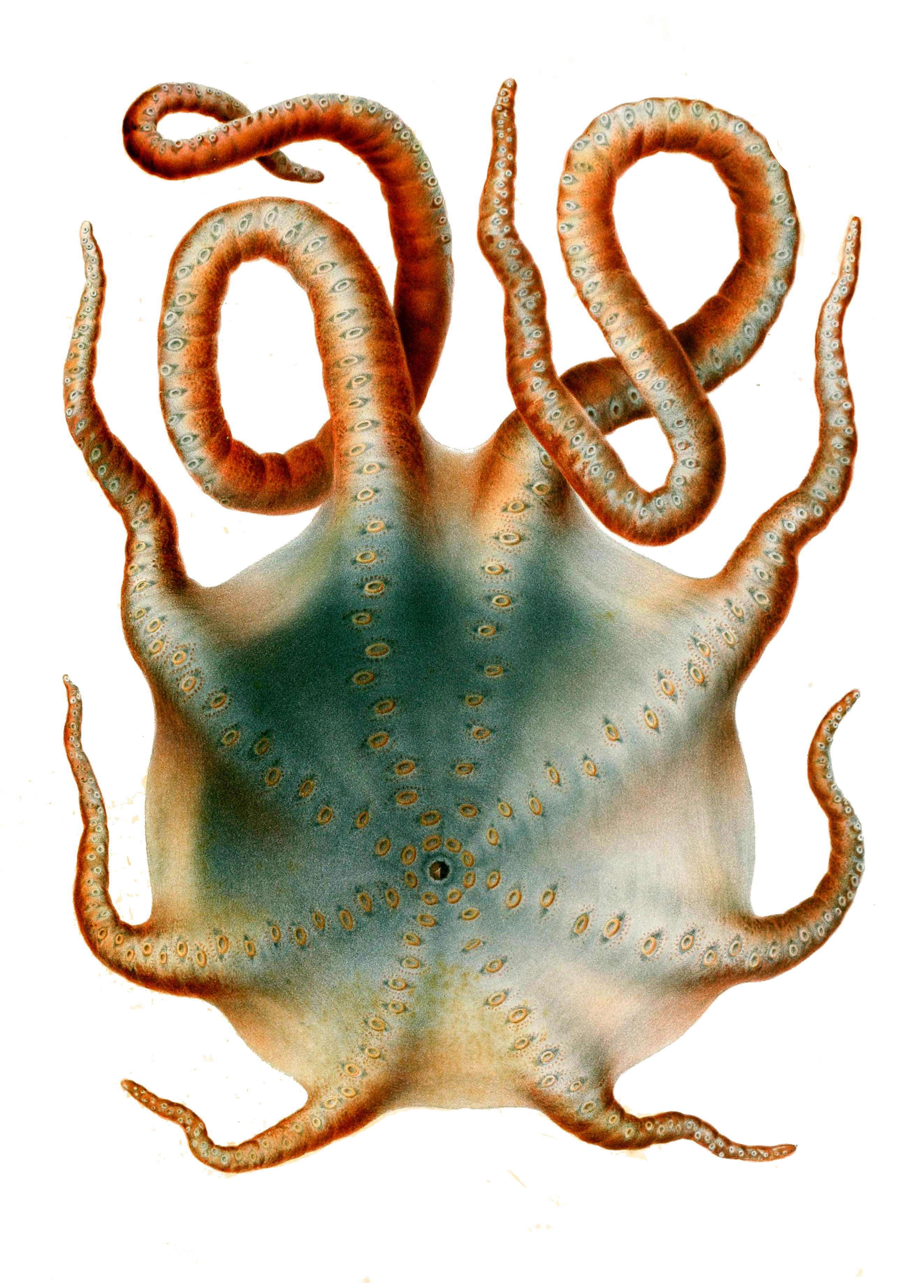
Vue orale.

Chez les mâles, l'hectocotyle se développe dans une poche discrète en face de l'œil droit qui lui donne l'apparence de n'avoir que sept bras.
En 2002, un spécimen aux mensurations gigantesques a été capturé par un chalutier au large de Chatham, en Nouvelle-Zélande. Ce spécimen, le plus important de cette espèce et de tous les octopodes, est le premier enregistrement validé de Haliphron atlanticus dans le Pacifique Sud. Il avait un manteau de 0,69 m de longueur, une longueur totale de 2,90 m et pesait près de 61,0 kg, même s'il était incomplet.
L'holotype d'Haliphron atlanticus a été recueilli dans l'océan Atlantique à 38 ° N 34 ° W. Il se trouve au Musée zoologique de l'Université de Copenhague.